# Laphria chrysorhiza
Laphria chrysorhiza là một loài ruồi trong họ Asilidae. Laphria chrysorhiza được Hermann miêu tả năm 1914. Loài này phân bố ở miền Ấn Độ - Mã Lai.